# Islandia na Letnich Igrzyskach Olimpijskich 1992
Islandię na Letnich Igrzyskach Olimpijskich 1992 reprezentowało 27 zawodników: 24 mężczyzn i 3 kobiety. Był to 14 start reprezentacji Islandii na letnich igrzyskach olimpijskich.

## Skład kadry

### Badminton

#### Mężczyźni
| Zawodnik                                  | Konkurencja    | 1/32 finału                           | 1/16 finalu                                            | 1/8 finału       | Ćwierćfinały     | Półfinały        | O 3. miejsce     | Finał            | Pozycja  | Źródło |
| Zawodnik                                  | Konkurencja    | Przeciwnik Wynik                      | Przeciwnik Wynik                                       | Przeciwnik Wynik | Przeciwnik Wynik | Przeciwnik Wynik | Przeciwnik Wynik | Przeciwnik Wynik | Pozycja  | Źródło |
| ----------------------------------------- | -------------- | ------------------------------------- | ------------------------------------------------------ | ---------------- | ---------------- | ---------------- | ---------------- | ---------------- | -------- | ------ |
| Árni Þór Hallgrímsson                     | Gra pojedyncza | Anton Kriel W 2-0 (15-8, 15-7)        | Kim Hak-gyun P 0-2 (7-15, 14-18)                       | NQ               | NQ               | NQ               | NQ               | NQ               | 17.- 32. | [ 1 ]  |
| Broddi Kristjánsson                       | Gra pojedyncza | Teeranun Chiangta P 0-2 (2-15, 12-15) | NQ                                                     | NQ               | NQ               | NQ               | NQ               | NQ               | 33.- 56. | [ 1 ]  |
| Árni Þór Hallgrímsson Broddi Kristjánsson | Gra podwójna   | Nie dotyczy                           | Chan Siu Kwong / Ng Pak Kum P 1-2 (15-12, 6-15, 12-15) | NQ               | NQ               | NQ               | NQ               | NQ               | 17.- 30. | [ 2 ]  |

#### Kobiety
| Zawodnik     | Konkurencja    | 1/32 finału                        | 1/16 finalu      | 1/8 finału       | Ćwierćfinały     | Półfinały        | O 3. miejsce     | Finał            | Pozycja  | Źródło |
| Zawodnik     | Konkurencja    | Przeciwnik Wynik                   | Przeciwnik Wynik | Przeciwnik Wynik | Przeciwnik Wynik | Przeciwnik Wynik | Przeciwnik Wynik | Przeciwnik Wynik | Pozycja  | Źródło |
| ------------ | -------------- | ---------------------------------- | ---------------- | ---------------- | ---------------- | ---------------- | ---------------- | ---------------- | -------- | ------ |
| Elsa Nielsen | Gra pojedyncza | Madhumita Bisht P 0-2 (4-11, 2-11) | NQ               | NQ               | NQ               | NQ               | NQ               | NQ               | 33.- 52. | [ 3 ]  |

### Judo

#### Mężczyźni
| Zawodnik                | Konkurencja     | 1/32 finału                                         | 1/16 finalu                                              | 1/8 finału       | Ćwierćfinały     | Półfinały        | Repasaże         | Repasaże         | Repasaże         | Repasaże         | Repasaże         | Finał            | Pozycja  | Źródło |
| Zawodnik                | Konkurencja     | 1/32 finału                                         | 1/16 finalu                                              | 1/8 finału       | Ćwierćfinały     | Półfinały        | Runda 1.         | Runda 2.         | Runda 3.         | Runda 4.         | O brąz           | Finał            | Pozycja  | Źródło |
| Zawodnik                | Konkurencja     | Przeciwnik Wynik                                    | Przeciwnik Wynik                                         | Przeciwnik Wynik | Przeciwnik Wynik | Przeciwnik Wynik | Przeciwnik Wynik | Przeciwnik Wynik | Przeciwnik Wynik | Przeciwnik Wynik | Przeciwnik Wynik | Przeciwnik Wynik | Pozycja  | Źródło |
| ----------------------- | --------------- | --------------------------------------------------- | -------------------------------------------------------- | ---------------- | ---------------- | ---------------- | ---------------- | ---------------- | ---------------- | ---------------- | ---------------- | ---------------- | -------- | ------ |
| Freyr Gauti Sigmundsson | Waga półśrednia | Davaasambuugiin Dorzhbat Porażka przez ippon (1:23) | NQ                                                       | NQ               | NQ               | NQ               | NQ               | NQ               | NQ               | NQ               | NQ               | NQ               | 34.- 42. | [ 4 ]  |
| Bjarni Friðriksson      | Waga półciężka  | BYE                                                 | Stéphane Traineau Porażka przez ippon (4:25)             | NQ               | NQ               | NQ               | NQ               | NQ               | NQ               | NQ               | NQ               | NQ               | 21.- 31. | [ 5 ]  |
| Sigurður Bergmann       | Waga ciężka     | Nie dotyczy                                         | Frank Moreno Porażka przez waza-ari-awasete-ippon (3:53) | NQ               | NQ               | NQ               | NQ               | NQ               | NQ               | NQ               | NQ               | NQ               | 21.- 28. | [ 6 ]  |

### Lekkoatletyka

#### Konkurencje techniczne

##### Mężczyźni
| Zawodnik              | Konkurencja    | Eliminacje | Eliminacje | Finał   | Finał   | Źródło |
| Zawodnik              | Konkurencja    | Wynik      | Pozycja    | Wynik   | Pozycja | Źródło |
| --------------------- | -------------- | ---------- | ---------- | ------- | ------- | ------ |
| Pétur Guðmundsson     | Pchnięcie kulą | 19,15 m    | 14.        | NQ      | NQ      | [ 7 ]  |
| Vésteinn Hafsteinsson | Rzut dyskiem   | 60,20 m    | 12. Q      | 60,06 m | 11.     | [ 8 ]  |
| Sigurður Einarsson    | Rzut oszczepem | 79,50 m    | 11. Q      | 80,34 m | 5.      | [ 9 ]  |
| Einar Vilhjálmsson    | Rzut oszczepem | 78,70 m    | 14.        | NQ      | NQ      | [ 9 ]  |

### Piłka ręczna
| Zawodnik         | Faza grupowa     | Faza grupowa           | Faza grupowa     | Faza grupowa             | Faza grupowa     | Faza grupowa                       | Faza grupowa | Półfinały        | O Brąz           | Finał            | Pozycja | Źródło |
| Zawodnik         | Przeciwnik Wynik | Przeciwnik Wynik       | Przeciwnik Wynik | Przeciwnik Wynik         | Przeciwnik Wynik | Punkty Bilans meczów Bilans bramek | Pozycja      | Przeciwnik Wynik | Przeciwnik Wynik | Przeciwnik Wynik | Pozycja | Źródło |
| ---------------- | ---------------- | ---------------------- | ---------------- | ------------------------ | ---------------- | ---------------------------------- | ------------ | ---------------- | ---------------- | ---------------- | ------- | ------ |
| drużyna mężczyzn | Brazylia Z 19-18 | Czechosłowacja R 16-16 | Węgry Z 22-16    | Korea Południowa Z 26-24 | Szwecja P 18-25  | 7 pkt 3-1-1 101-99                 | 2. Q         | WNP P 19-23      | Francja P 20-24  | NQ               | 4.      | [ 10 ] |

#### Skład
Trener: Þorbergur Aðalsteinsson
- Gunnar Andrésson
- Bergsveinn Bergsveinsson
- Gústaf Bjarnason
- Sigurður Bjarnason
- Héðinn Gilsson
- Valdimar Grímsson
- Gunnar Gunnarsson
- Guðmundur Hrafnkelsson
- Patrekur Jóhannesson
- Júlíus Jónasson
- Konráð Olavsson
- Sigmar Óskarsson
- Birgir Sigurðsson
- Einar Sigurðsson
- Jakob Sigurðsson
- Geir Sveinsson

#### Mecze
| Faza                  | Data       | Przeciwnik       | Wynik         | Bramki dla Islandii |
| --------------------- | ---------- | ---------------- | ------------- | --- |
| Pierwsza faza grupowa | 27.07.1992 | Brazylia         | 19-18 (10-10) | J. Jónasson – 6 H. Gilsson – 4 V. Grímsson – 3 G. Gunnarsson – 3 G. Sveinsson – 2 E. Sigurðsson – 1                                                      |
| Pierwsza faza grupowa | 29.07.1992 | Czechosłowacja   | 16-16 (9-9)   | V. Grímsson – 4 J. Jónasson – 3 B. Sigurðsson – 2 J. Sigurðsson – 2 G. Gunnarsson – 1 S. Bjarnason – 1 H. Gilsson – 1 G. Sveinsson – 1 E. Sigurðsson – 1 |
| Pierwsza faza grupowa | 31.07.1992 | Węgry            | 22-16 (8-3)   | V. Grímsson – 6 H. Gilsson – 4 G. Sveinsson – 4 S. Bjarnason – 3 B. Sigurðsson – 2 E. Sigurðsson – 2 J. Sigurðsson – 1                                   |
| Pierwsza faza grupowa | 02.07.1992 | Korea Południowa | 26-24 (11-14) | V. Grímsson – 8 G. Gunnarsson – 5 H. Gilsson – 4 G. Sveinsson – 3 J. Sigurðsson – 2 E. Sigurðsson – 2 B. Sigurðsson – 1 J. Jónasson – 1                  |
| Pierwsza faza grupowa | 04.07.1992 | Szwecja          | 25-18 (12-7)  | G. Sveinsson – 5 E. Sigurðsson – 4 V. Grímsson – 3 P. Jóhannesson – 2 J. Sigurðsson – 1 G. Gunnarsson – 1 G. Andrésson – 1 J. Jónasson – 1               |
| Półfinał              | 06.07.1992 | WNP              | 19-23 (9-11)  | V. Grímsson – 6 G. Sveinsson – 5 J. Jónasson – 4 H. Gilsson – 2 J. Sigurðsson – 1 S. Bjarnason – 1                                                       |
| Mecz o 3. miejsce     | 08.07.1992 | Francja          | 20-24 (9-12)  | V. Grímsson – 5 G. Gunnarsson – 4 K. Olavsson – 3 H. Gilsson – 3 J. Jónasson – 3 B. Sigurðsson – 1 J. Sigurðsson – 1                                     |

### Pływanie

#### Kobiety
| Zawodnik                 | Konkurencja             | Eliminacje | Eliminacje | Finał B | Finał B | Finał A | Finał A | Źródło |
| Zawodnik                 | Konkurencja             | Czas       | Pozycja    | Czas    | Pozycja | Czas    | Pozycja | Źródło |
| ------------------------ | ----------------------- | ---------- | ---------- | ------- | ------- | ------- | ------- | ------ |
| Helga Sigurðardóttir     | 50 m stylem dowolnym    | 27.94      | 42.        | NQ      | NQ      | NQ      | NQ      | [ 11 ] |
| Helga Sigurðardóttir     | 100 m stylem dowolnym   | 1:00.29    | 40.        | NQ      | NQ      | NQ      | NQ      | [ 11 ] |
| Ragnheiður Runólfsdóttir | 100 m stylem klasycznym | 1:12.14    | 19.        | NQ      | NQ      | NQ      | NQ      | [ 12 ] |
| Ragnheiður Runólfsdóttir | 200 m stylem klasycznym | 2:37.42    | 27.        | NQ      | NQ      | NQ      | NQ      | [ 12 ] |

### Strzelectwo

#### Mężczyźni
| Zawodnik       | Konkurencja                      | Eliminacje | Eliminacje | Finał | Finał   | Źródło |
| Zawodnik       | Konkurencja                      | Wynik      | Pozycja    | Wynik | Pozycja | Źródło |
| -------------- | -------------------------------- | ---------- | ---------- | ----- | ------- | ------ |
| Carl Eiríksson | Karabin małokalibrowy leżąc 50 m | 583 pkt    | 50.        | NQ    | NQ      | [ 13 ] |